# ۱۸۷۱ (فیلم)
۱۸۷۱ (انگلیسی: 1871) فیلمی درام و رمانتیک است که در سال ۱۹۹۰ منتشر شد. از بازیگران آن می‌توان به روشن ست و تیموتی اسپال اشاره کرد.